# Nădejdea, Cetatea Albă
Nadejda (în ucraineană Надежда, în germană Eigenfeld) este un sat în comuna Plahteevca din raionul Cetatea Albă, regiunea Odesa, Ucraina. Satul a fost locuit de germanii basarabeni.

## Demografie
Componența lingvistică a localității Nadejda
     Ucraineană (75,62%)
     Rusă (15,32%)
     Română (6,92%)
     Bulgară (1,48%)
Conform recensământului din 2001, majoritatea populației localității Nadejda era vorbitoare de ucraineană (75,62%), existând în minoritate și vorbitori de rusă (15,32%), română (6,92%) și bulgară (1,48%).